# Johann Gottfried Eichhorn
Johann Gottfried Eichhorn (ur. 16 października 1752, zm. 27 czerwca 1827 w Getyndze) – niemiecki teolog protestancki.
W 1775 roku był profesorem języków orientalnych na Wydziale Teologicznym uniwersytetu w Jenie. Zajmował się numizmatyką i sprawami monetarnymi krajów arabskich.
Podczas swojej profesury w Jenie napisał "Wstęp do Starego Testamentu" (Einleitung w das Alte Testament), który był przełomem w historycznej znajomości Pięcioksięgu.
W 1776 założył pierwszy dziennik badań orientalnych "Repertorium biblische und für morgenländische Litteratur", który redagował do 1788.
Po śmierci Michaelisa w 1788 roku objął stanowisko profesora w Getyndze, gdzie wykładał nie tylko języki orientalne i egzegezę Starego i Nowego Testamentu, ale również w historię polityczną. W 1825 podupadł na zdrowiu, ale kontynuował wykłady do 14 czerwca 1827.
Jego syn Karl Friedrich Eichhorn był prawnikiem.

## Niektóre prace J.G.E.
- Geschichte des Ostindischen Handels vor Mohammed (Gotha, 1775)
- De rei numariae apud arabas initiis (Jena 1776)
- Allgemeine Bibliothek der biblischen Literatur (10 tomów, Leipzig, 1787-1801)
- Einleitung in das Alte Testament (5 tomów, Leipzig, 1780-1783)
- Einleitung in das Neue Testament (1804-1812)
- Einleitung in die apokryphischen Bücher des Alten Testaments (Gött., 1795)
- Commentarius in apocalypsin Joannis (2 tomy, Gött., 1791)
- Die Hebr. Propheten (3 tomy, Gött., 1816- 1819)
- Allgemeine Geschichte der Cultur und Literatur des neuern Europa (2 tomy, Gött., 1796-1799)
- Literargeschichte (1 tom, Gött., 1799, 2 tom 1814)
- Geschichte der Literatur von ihrem Anfänge bis auf die neuesten Zeiten (5 tomów, Gött., 1805-1812)
- Übersicht der Französischer Revolution (2 tomy, Gött., 1797)
- Weltgeschichte (3 wyd., 5 tomów, Gött., 1819-1820)
- Geschichte der drei letzten Jahrhunderte (3 wyd., 6 tomów, Hanover, 1817-1818)
- Urgeschichte des erlauchten Hauses der Welfen (Hanover, 1817).